# Manolo Monereo
Manuel Enrique Monereo Pérez aussi connu comme Manolo Monereo, né le 10 juin 1950 à Jaén, est un homme politique espagnol communiste et membre de Podemos.
Il est élu député de la circonscription de Cordoue lors des élections générales de juin 2016.

## Biographie

### Vie privée
Il est marié et père de trois enfants. Il parle couramment le français, l'italien et le portugais.

### Un étudiant en droit communiste
Manolo Monereo réalise ses études de droit entre 1973 et 1981 à l'université de Grenade où il obtient une licence. Dirigeant un groupe communiste universitaire, il est plusieurs fois arrêté et emprisonné par le franquisme. Il suit postérieurement une formation à l'université nationale d'enseignement à distance (UNED) et obtient un diplôme en sciences politiques.
Il devient avocat en droit du travail en 1982, l'année suivant sa sortie de l'université. Dans les années 1990, il se spécialise dans le domaine de l'Amérique latine et passe plusieurs années dans des pays du centre et de l'Amérique du Sud. À la suite de cela, il devient analyste politique et collabore avec différents journaux américains, européens et espagnols.

### Cofondateur d'Izquierda Unida
D'abord dirigeant du Parti communiste d'Espagne (PCE) avant son expulsion en 1978, il devient membre de la direction du Parti communiste des peuples d'Espagne (PCPE) dans les années 1980 puis, à la chute des deux précédents, participe à la fondation d'Izquierda Unida. Très vite, il devient le bras droit de Julio Anguita lorsque celui-ci est élu à la tête de la formation en 1989. Monerero s'attache alors à maintenir l'union des forces de gauche.
Il est candidat en deuxième position dans la circonscription autonomique de Séville sur la liste présentée par IU à l'occasion des élections au Parlement d'Andalousie de 1986. Élu député, il est nommé porte-parole adjoint du groupe parlementaire IU au Parlement et est notamment membre des commissions des Finances et du Budget et de la commission du Statut des députés.

### Intégration dans Podemos
Après plusieurs épisodes de dissensions internes avec les successives directions de IU, il quitte le parti et choisit de rejoindre Podemos. Il reproche spécialement au coordinateur fédéral Alberto Garzón de ne pas avoir essayé de tisser un pacte avec Podemos à la suite des élections générales de décembre 2015 et que la création de Podemos était due au fait que « IU n'a pas joué son rôle ».
Ayant de bonnes relations avec Pablo Iglesias — dont il est le « père spirituel » — et Íñigo Errejón, il se présente comme tête de liste de la coalition Unidos Podemos — rassemblant IU et Podemos — au Congrès des députés dans la circonscription de Cordoue lors du scrutin anticipé de juin 2016,. Il remporte un siège de député après avoir obtenu le soutien de 18,98 % des suffrages exprimés. Porte-parole adjoint à la commission constitutionnelle, il est membre de la commission du Suivi et de l'Évaluation des accords du Pacte de Tolède ainsi que suppléant de la délégation espagnole à l'Assemblée parlementaire de l'OTAN.